# U-65号潜艇 (1916年)
陛下之65号潜艇是德意志帝国海军建造的一艘潜艇或称U艇。它由基尔的日耳曼尼亚船厂承建，于1916年3月21日下水，至同年5月11日交付使用。U-65号是在第一次世界大战期间服役的329艘德国潜艇之一，曾参加过大西洋和地中海潜艇战。在其十一次巡逻中，共击沉48艘协约国或中立国船舶，容积总吨为76778吨。1918年10月29日，U-65号在德军撤离普拉基地之前由其艇员自行凿沉。 

## 设计
U-63至U-65号批次的柴油发动机最初是由俄罗斯帝国海军所订购。然而，随着第一次世界大战的爆发，它们被德意志帝国海军没收，并在此基础上建造了简化壳体的三艘潜艇。由于它们的技术参数与早前同厂生产的U-51至U-56号大致相同，故而也被归类为战时动员型潜艇。
U-65号的全长为68.36米；舷宽6.30米，当中的耐压壳体宽为4.15米；有4.04米的吃水深度。其水上排水量为810吨，水下为927吨。艇只搭载有可在水上使用的两台猛狮六缸四冲程柴油发动机，总功率为2,200匹公制馬力（1,618千瓦特）；以及可在水下使用的西门子-舒克特双电动发电机，总功率为1,200匹公制馬力（883千瓦特）。这些发动机用以驱动双轴、每根轴各一个的直径1.6米长螺旋桨，从而使艇只在水上的最高速度达16.5節（30.6每小時），在水下的最高航速则为9節（17每小時）。艇只可以8節（15每小時）的速度在水上巡航9,170海里（16,980），或以5節（9.3每小時）的速度在水下巡航60海里（110）。它的潜航深度为50米。
U-65号装备了四具直径为500毫米的鱼雷发射管，其中艏、艉各两具，并可携带合共八枚鱼雷；作为辅助武器的甲板炮则是两门88毫米30倍径速射炮。其标准船员编制为4名军官及32名水兵。

## 历史
U-65号是由德意志帝国海军于1915年5月17日向基尔的日耳曼尼亚船厂订购，随即自同年6月4日开始铺设龙骨。艇只于1916年3月21日下水，至同年5月11日在首任艇长、海军上尉赫尔曼·冯·菲舍尔的指挥下正式交付使用，之后于7月2日被编入驻埃姆登/博尔库姆的第四潜艇区舰队服役，11月18日起又被转配至驻卡塔罗/普拉的普拉区舰队（后称地中海区舰队）。除菲舍尔外，古斯塔夫·西斯上尉（1918年7月19日－9月29日）和克莱门斯·威克尔上尉（1918年9月30日－10月28日）也曾担任过U-65号艇长。
第一次世界大战期间，U-65号曾在北海和地中海执行过十一次巡逻，共击沉协约国或中立国船舶48艘，容积为76778总吨；另击伤商船3艘，容积为8402总吨。被U-65号击沉的最大的两艘船分别是法国运兵船阿多斯号（12644总吨）和同样用作部队运输的英国客轮喀里多尼亚号（9223总吨）。前者是从横滨驶向马赛的途中，于1917年2月17日在马耳他岛东南约200海里（370）处被击沉，共造成多达754人丧生；后者则是从塞萨洛尼基驶向马赛的途中，于 1916年12月4日同样在马耳他附近被击沉。其它被击沉的船只中多为小型帆船，通常悬挂意大利国旗。
在战争后期，即德军从普拉军港（当时属奥匈帝国）撤离期间，U-65号于1918年10月29日由其艇员自行凿沉。其沉没地点大致位于近岸的44°52′N 13°50′E / 44.867°N 13.833°E处。

## 袭击历史摘要
| 日期           | 船名                         | 船籍         | 吨位 （容积总吨） | 结局 |
| -------------- | ---------------------------- | ------------ | ----------------- | ---- |
| 1916年12月4日  | 喀里多尼亚号                 | 英国         | 9223              | 击沉 |
| 1917年2月17日  | 阿多斯号                     | 法國         | 12644             | 击沉 |
| 1917年2月24日  | 韦内雷号                     | 義大利王國   | 290               | 击沉 |
| 1917年2月28日  | 解放号                       | 義大利王國   | 30                | 击沉 |
| 1917年3月1日   | 尼古劳斯号                   | 希腊         | 1215              | 击沉 |
| 1917年3月1日   | 特雷西纳号                   | 義大利王國   | 212               | 击沉 |
| 1917年3月2日   | S·温琴佐·F号                 | 義大利王國   | 52                | 击沉 |
| 1917年3月6日   | 士麦那港号                   | 義大利王國   | 2576              | 击沉 |
| 1917年4月1日   | 玛丽亚·T号                   | 義大利王國   | 45                | 击沉 |
| 1917年4月1日   | 圣母恩典号                   | 義大利王國   | 35                | 击沉 |
| 1917年4月2日   | 不列颠尼亚号                 | 英国         | 3129              | 击沉 |
| 1917年4月3日   | 玛丽亚·费拉拉号              | 義大利王國   | 106               | 击沉 |
| 1917年4月5日   | 卡利俄佩号                   | 英国         | 3829              | 击沉 |
| 1917年4月7日   | 特雷福西斯号                 | 英国         | 2642              | 击沉 |
| 1917年4月8日   | 露西娅号                     | 義大利王國   | 138               | 击沉 |
| 1917年4月8日   | 吉安·巴蒂斯塔教宗号          | 義大利王國   | 138               | 击沉 |
| 1917年4月11日  | 特雷莫瓦号                   | 英国         | 3654              | 击沉 |
| 1917年4月12日  | 安吉拉·M号                   | 義大利王國   | 187               | 击沉 |
| 1917年5月21日  | 安普尔福思号                 | 英国         | 3873              | 击沉 |
| 1917年5月21日  | 唐·迭戈号                    | 英国         | 3632              | 击沉 |
| 1917年5月23日  | 英格兰号                     | 英国         | 3798              | 击沉 |
| 1917年5月23日  | 费布罗妮娅·玛丽亚·安东尼娜号 | 義大利王國   | 55                | 击沉 |
| 1917年5月24日  | 帕多瓦的圣安多尼号           | 義大利王國   | 184               | 击沉 |
| 1917年5月25日  | 迭戈·鲁索号                  | 義大利王國   | 113               | 击沉 |
| 1917年5月25日  | 纳塔莱·摩纳哥号              | 義大利王國   | 57                | 击沉 |
| 1917年5月25日  | 罗西纳·R号                   | 義大利王國   | 54                | 击沉 |
| 1917年5月25日  | 温琴齐诺·C号                 | 義大利王國   | 55                | 击沉 |
| 1917年5月26日  | 安格洛·帕德雷号              | 義大利王國   | 50                | 击沉 |
| 1917年5月26日  | 乌马里亚号                   | 英国         | 5317              | 击沉 |
| 1917年5月27日  | 路易吉号                     | 義大利王國   | 137               | 击沉 |
| 1917年5月27日  | 玛丽亚·朱塞佩号              | 義大利王國   | 26                | 击沉 |
| 1917年6月4日   | 曼彻斯特交易者号             | 英国         | 3938              | 击沉 |
| 1917年6月7日   | 罗莎·M号                     | 義大利王國   | 65                | 击沉 |
| 1917年7月5日   | 锡布尔号                     | 法國         | 2388              | 击沉 |
| 1917年7月6日   | 罗马号                       | 義大利王國   | 53                | 击沉 |
| 1917年7月8日   | 长生狮号                     | 義大利王國   | 133               | 击沉 |
| 1917年11月24日 | 恩纳号                       | 義大利王國   | 1814              | 击沉 |
| 1917年12月1日  | 萨萨里城号                   | 義大利王國   | 2167              | 击沉 |
| 1917年12月2日  | 卡利诺号                     | 義大利王國   | 95                | 击沉 |
| 1917年12月2日  | 雏菊号                       | 義大利王國   | 41                | 击沉 |
| 1917年12月2日  | 圣安东尼奥胜利者号           | 義大利王國   | 45                | 击沉 |
| 1917年12月3日  | 安吉洛号                     | 義大利王國   | 542               | 击伤 |
| 1918年1月25日  | 朱塞佩·O号                   | 義大利王國   | 74                | 击沉 |
| 1918年6月27日  | 索托隆戈号                   | 西班牙       | 3009              | 击沉 |
| 1918年7月1日   | 基督山号                     | 法國         | 622               | 击沉 |
| 1918年7月4日   | 梅里达号                     | 英国         | 5951              | 击伤 |
| 1918年9月2日   | 圣安德烈斯号                 | 英国         | 3314              | 击沉 |
| 1918年9月12日  | 潮州府号                     | 英国         | 1909              | 击伤 |
| 1918年9月12日  | 萨尼亚号                     | 英國皇家海軍 | 1498              | 击沉 |
| 1918年9月14日  | 伊奥安娜45号                 | 英国         | 9                 | 击沉 |
| 1918年9月15日  | 伊奥安娜37号                 | 英国         | 17                | 击沉 |

## 脚注
1. ↑  Helgason, Guðmundur. . German and Austrian U-boats of World War I - Kaiserliche Marine - Uboat.net.
2. ↑  Gröner，第8-10頁.
3. 1 2  Helgason, Guðmundur. . German and Austrian U-boats of World War I - Kaiserliche Marine - Uboat.net.   [25 November 2014].
4. 1 2  Helgason, Guðmundur. . German and Austrian U-boats of World War I - Kaiserliche Marine - Uboat.net.   [25 November 2014].
5. 1 2  Helgason, Guðmundur. . German and Austrian U-boats of World War I - Kaiserliche Marine - Uboat.net.   [25 November 2014].
6. 1 2 3  陈进，第71頁.
7. ↑  Herzog，第48頁.
8. ↑  Herzog，第139頁.
9. ↑  Herzog，第68頁.
10. ↑  Herzog，第119頁.
11. ↑  Helgason, Guðmundur. . German and Austrian U-boats of World War I - Kaiserliche Marine - Uboat.net.   [2021-09-30].
12. ↑  Helgason, Guðmundur. . German and Austrian U-boats of World War I - Kaiserliche Marine - Uboat.net.   [2021-09-30].
13. 1 2  Helgason, Guðmundur. . German and Austrian U-boats of World War I - Kaiserliche Marine - Uboat.net.   [2021-09-30].
14. ↑  Herzog，第90頁.